# Langset
Langset är en tätort i Eidsvolls kommun i Akershus fylke i sydöstra Norge. Orten är belägen elva kilometer norr kommunens centralort Eidsvoll.